# Leandro Rodrigues
Leandro Rodrigues (født 31. januar 1982) er en tidligere brasiliansk fodboldspiller.